# Buparellus dibunichelis
Buparellus dibunichelis is een hooiwagen uit de familie Beloniscidae. De wetenschappelijke naam van Buparellus dibunichelis gaat terug op Roewer.